# Nhiếp ảnh

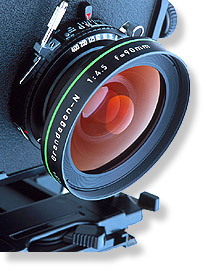
Thấu kính và giá của máy chụp hình khổ lớn

Nhiếp ảnh là quá trình tạo ra hình ảnh bằng tác động của ánh sáng với phim hoặc thiết bị nhạy sáng. Nhiếp ảnh dùng một thiết bị đặc biệt để ghi lại hình ảnh của vật thể thông qua ánh sáng được phản chiếu từ các vật thể lên giấy hoặc phim nhạy sáng, bằng cách căn thời gian phơi sáng. Quá trình này được thực hiện bằng các thiết bị cơ học, hóa học, hay kỹ thuật số thường được gọi là máy ảnh hay máy chụp hình.
Thông thường, một ống kính được sử dụng để tập trung ánh sáng phản xạ hoặc phát ra từ các vật vào một hình ảnh thực sự trên các bề mặt nhạy sáng bên trong một máy ảnh trong quá trình phơi sáng trong một khoảng thời gian. Với một cảm biến hình ảnh điện tử, điều này tạo điện lượng tại mỗi điểm ảnh, được xử lý bằng điện tử và lưu trữ trong một tập tin hình ảnh kỹ thuật số để hiển thị hoặc xử lý tiếp theo. Kết quả với nhũ ảnh là một hình ảnh ẩn vô hình, đó là sau đó được rửa bằng hóa chất thành một hình ảnh có thể nhìn thấy, hình âm bản hoặc dương bản tùy thuộc vào mục đích của vật liệu nhiếp ảnh và phương pháp chế biến. Một hình ảnh âm bản trên phim theo trruyền thống được sử dụng để tạo ra một hình ảnh dương bản trên giấy, được biết đến như một bản in, hoặc bằng cách sử dụng một máy phóng hoặc bằng cách in tiếp xúc.
Nhiếp ảnh được ứng dụng trong nhiều lĩnh vực khoa học, sản xuất (ví dụ như trong quang khắc) và kinh doanh, cũng như sử dụng nhiều hơn trực tiếp của mình cho nghệ thuật, mục đích giải trí, sở thích, và thông tin đại chúng.

## Lịch sử nhiếp ảnh

### Các công nghệ tiền thân

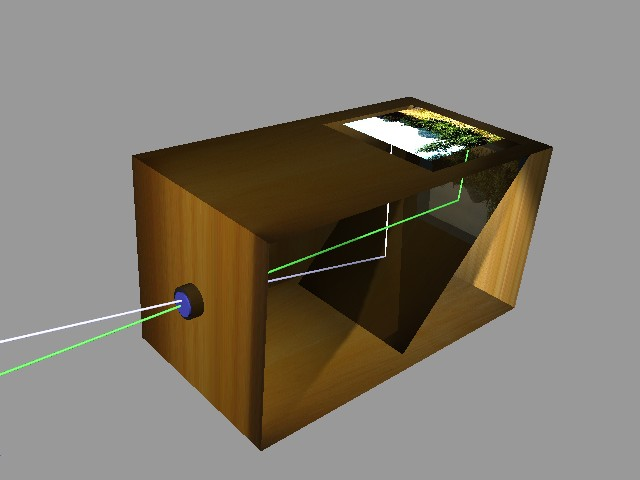
Một buồng tối được sử dụng cho việc vẽ hình ảnh

Nhiếp ảnh là kết quả của việc kết hợp nhiều khám phá kỹ thuật. Rất lâu trước khi những bức ảnh đầu tiên đã được thực hiện, nhà triết học Trung Quốc Mặc Tử và nhà toán học Hy Lạp Aristotle và Euclid đã mô tả một máy ảnh pinhole trong thế kỷ 5 và thế kỷ 4 trước Công nguyên. Trong thế kỷ thứ 6, toán học Byzantine Anthemius của Tralles sử dụng một loại của camera obscura trong các thí nghiệm của mình, Ibn al-Haytham (Alhazen) (965–1040) đã nghiên cứu camera obscura và pinhole camera, Albertus Magnus (1193–1280) đã khám phá bạc nitrat, và Georg Fabricius (1516–71) khám phá ra bạc chloride. Các kỹ thuật được mô tả trong Book of Optics có khả năng tạo ra các bức ảnh sử dụng các vật liệu trung cổ.
Daniele Barbaro đã mô tả một diaphragm năm 1566. Wilhelm Homberg đã mô tả làm thế nào để ánh sáng làm tối một số hóa chất (hiệu ứng quang hóa) năm 1694. Sách hư cấu Giphantie, xuất bản năm 1760, bởi tác gia Pháp Tiphaigne de la Roche, mô tả nhiếp ảnh nghĩa là gì.
Việc phát hiện ra phòng tối tạo ra một hình ảnh của một cảnh có lịch sử từ thời Trung Quốc cổ đại. Leonardo da Vinci đề cập đến những hình ảnh tự nhiên được hình thành bởi những hang tối trên rìa của một thung lũng ngập tràn ánh nắng. Một lỗ trên tường hang động sẽ hoạt động như một ống kính máy ảnh và chiếu một hình ảnh lộn ngược về phía sau trên một mảnh giấy. Vì vậy, sự ra đời của nhiếp ảnh chủ yếu là có liên quan với phát minh ra phương tiện để nắm bắt và giữ hình ảnh được sản xuất bởi các buồng tối máy ảnh.
Các họa sĩ thời kỳ Phục hưng sử dụng buồng tối của máy ảnh, trong thực tế, mang lại sự kết xuất quang học màu sắc mà đã thống trị Nghệ thuật phương Tây. Các buồng tối máy ảnh là một cái hộp có lỗ trong đó cho phép ánh sáng đi qua và tạo ra một hình ảnh ngược trên mảnh giấy.

### Phát minh ra nhiếp ảnh

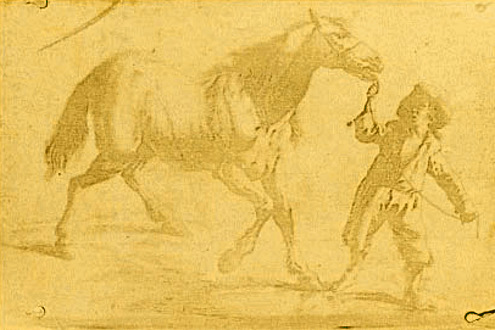
Hình ảnh khắc gỗ về ảnh chụp được biết đến lần đầu tiên, được in từ một tấm kim loại được chế tạo bởi Nicéphore Niépce. Các tấm được che chắn dưới một hình khắc thông thường và sao chép hình khắc bằng phương tiện chụp ảnh. Đây là một bước tiến tới bức ảnh vĩnh viễn đầu tiên chụp bằng máy ảnh.

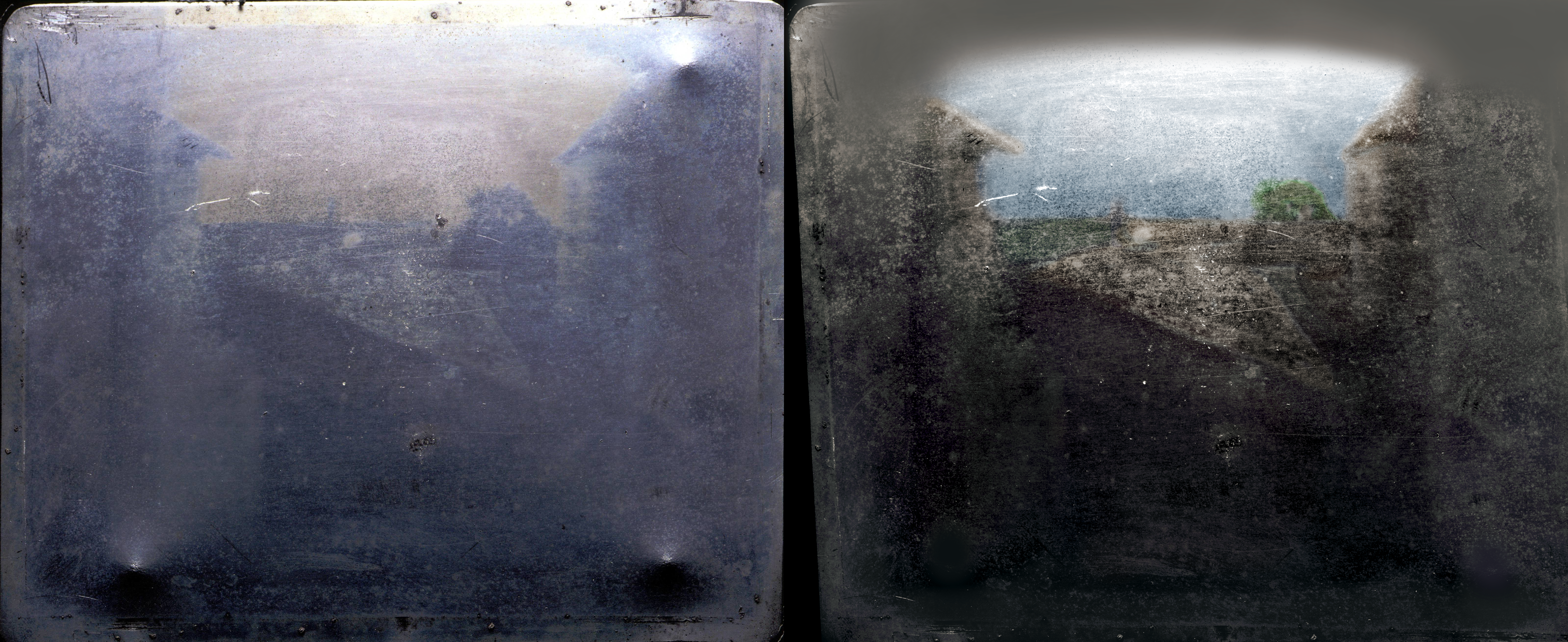
View from the Window at Le Gras, 1826, bức ảnh máy ảnh còn tồn tại sớm nhất từ thiên nhiên. Tấm gốc (bên trái) và phiên bản được tô màu (bên phải).

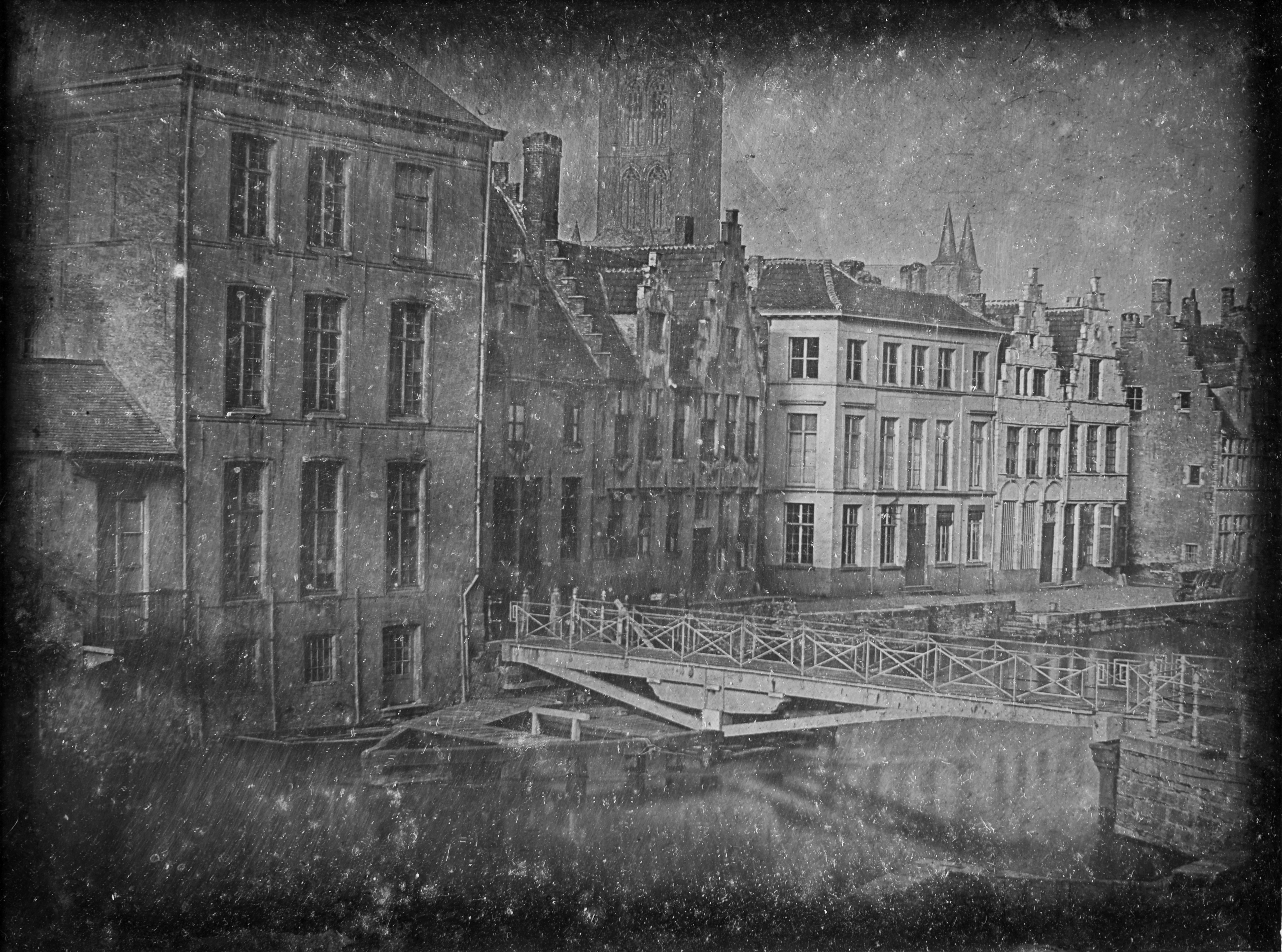
Tầm nhìn từ Predikherenlei và Predikherenbrug ở Ghent, tháng 10 năm 1839, bộ sưu tập STAM - Bảo tàng Thành phố Ghent

Bức ảnh khắc photoetching cố định đầu tiên được tạo ra vào năm 1822 bởi nhà phát minh người Pháp Nicéphore Niépce, nhưng bị phá hủy trong một lần sau khi cố gắng sao chép nó. Niépce đã thành công một lần nữa vào năm 1825. Trong năm 1826, ông chụp bức View from the Window at Le Gras, bức ảnh máy ảnh còn tồn tại sớm nhất chụp từ thiên nhiên (tức là hình ảnh của một cảnh thực tế, như được hình thành trong một camera obscura bởi một ống kính).

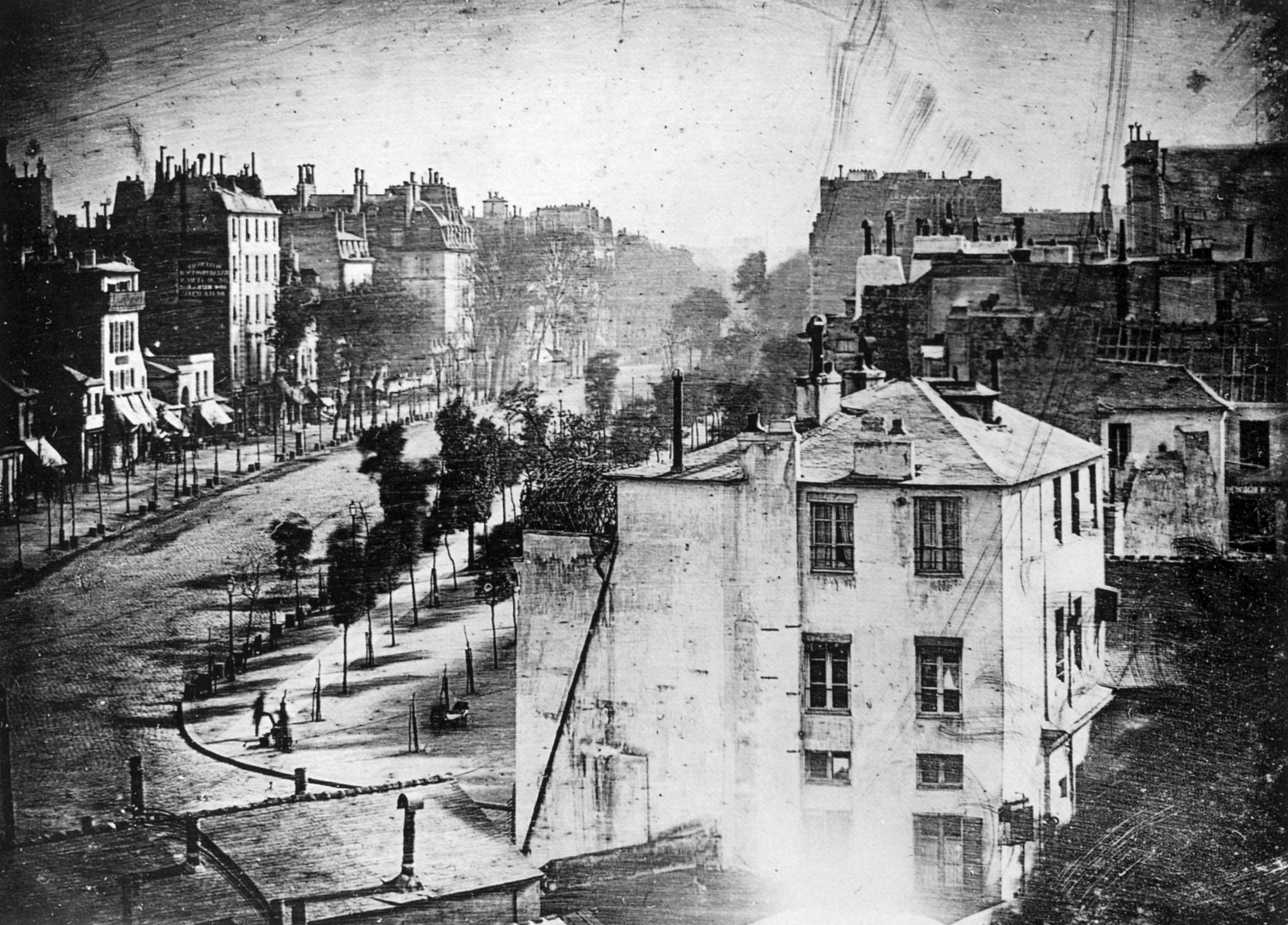
View of the Boulevard du Temple, một daguerreotype của Louis Daguerre chụp vào năm 1838, thường được công nhận là bức ảnh sớm nhất có người. Đây là tầm nhìn của một con phố đông đúc, nhưng do thời gian mở khẩu kéo dài trong vài phút nên không có dấu vết của phương tiện giao thông. Chỉ có hai người ở góc trái dưới cùng, có vẻ một người đang đánh giày cho người kia, đã ở một chỗ đủ lâu để có thể nhìn thấy.

Do ảnh máy ảnh của Niépce yêu cầu thời gian chụp rất dài (ít nhất là tám giờ và có lẽ là vài ngày), anh đã cố gắng cải thiện phương pháp bitumen hoặc thay thế nó bằng một phương pháp thực tiễn hơn. Hợp tác với Louis Daguerre, họ phát triển phương pháp xử lý sau chụp ảnh, tạo ra kết quả tốt hơn và thay thế bitumen bằng một hợp chất nhạy sáng hơn. Tuy nhiên, vẫn cần thời gian dài để chụp ảnh trong máy ảnh. Với ý định thương mại hóa, họ duyệt kín thông tin.
Ở Brazil, Hercules Florence đã bắt đầu phát triển phương pháp giấy dựa trên muối bạc vào năm 1832 và đặt tên nó là "Photographie".
Trong khi đó, tại Anh, William Fox Talbot đã tạo ra hình ảnh bạc trên giấy từ năm 1834 và sau đó cải thiện quy trình của mình. Vào năm 1840, Talbot phát triển quy trình calotype, giúp giảm thiểu thời gian chụp. Quy trình này tạo ra một ảnh phần trong suốt, có thể in nhiều bản sao dương, điều này đã định hình nhiều phần của nhiếp ảnh hóa học hiện đại.
Ở Pháp, Hippolyte Bayard phát minh quy trình riêng để sản xuất in ảnh trực tiếp lên giấy và tuyên bố phát minh nhiếp ảnh sớm hơn Daguerre và Talbot.
Nhà hóa học người Anh John Herschel có nhiều đóng góp trong lĩnh vực nhiếp ảnh. Ông phát minh quy trình cyanotype và là người đầu tiên sử dụng các thuật ngữ "nhiếp ảnh", "âm bản", và "dương bản". Ông đã cách đây vào năm 1819 phát hiện rằng sodium thiosulphate có thể làm tan halide bạc, và vào năm 1839, ông thông báo cho Talbot và Daguerre rằng nó có thể được sử dụng để làm cho ảnh dương trên halide bạc bền vững trước ánh sáng. Ông cũng là người tạo ra bức âm bản trên kính đầu tiên vào cuối năm 1839.
Trong tạp chí "The Chemist" số ra tháng 3 năm 1851, Frederick Scott Archer đã xuất bản quy trình collodion ướt của mình, trở thành phương tiện nhiếp ảnh phổ biến nhất cho đến khi hình ảnh gelatin khô, được giới thiệu vào những năm 1870, dần thay thế nó. Quy trình collodion bao gồm Ambrotype (âm bản trên kính), Ferrotype hoặc Tintype (âm bản trên kim loại), và âm bản trên kính, được sử dụng để tạo bản in dương trên albumen hoặc giấy muối.
Trong thế kỷ 19, đã có nhiều tiến bộ trong việc sử dụng bản mảng thủy tinh và in ảnh. Năm 1891, Gabriel Lippmann giới thiệu quy trình tạo ảnh màu tự nhiên dựa trên hiện tượng quang học của sự nhiễu sóng ánh sáng. Phát minh quan trọng này đã đem lại cho ông giải Nobel Vật lý vào năm 1908.
Bản mảng thủy tinh là phương tiện chính cho nhiếp ảnh máy ảnh gốc từ cuối những năm 1850 cho đến khi bộ film nhựa linh hoạt bắt đầu được sử dụng trong những năm 1890. Mặc dù bộ film làm cho nhiếp ảnh nghiệp dư phổ biến hơn, chúng ban đầu đắt hơn và chất lượng quang học kém hơn so với bản mảng thủy tinh. Cho đến những năm 1910, bộ film không có sẵn trong các kích thước lớn được ưa thích bởi nhiều nhiếp ảnh gia chuyên nghiệp, nên bộ film không thể ngay lập tức hoặc hoàn toàn thay thế mảng thủy tinh. Do tính ổn định về kích thước của thủy tinh, việc sử dụng mảng thủy tinh tiếp tục trong một số ứng dụng khoa học, như astrophotography, cho đến những năm 1990 và trong lĩnh vực holography bằng laser, nó đã tồn tại vào thế kỷ 21.

### Kỹ Thuật Số

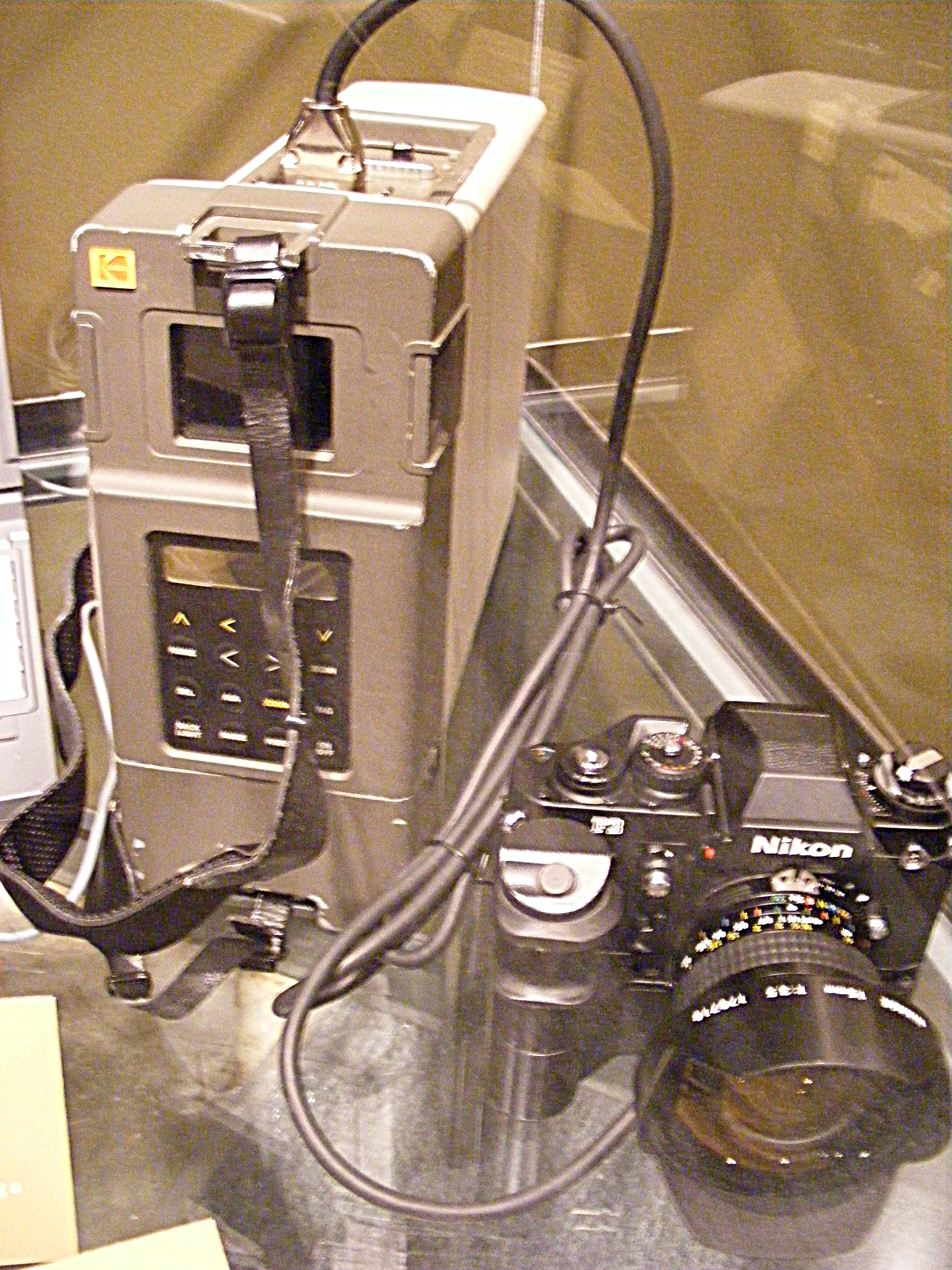
Máy ảnh Kodak DCS 100, dựa trên một chiếc máy ảnh Nikon F3 với Đơn vị Lưu trữ Kỹ thuật số

Năm 1981, Sony giới thiệu chiếc máy ảnh tiêu dùng đầu tiên sử dụng cảm biến CCD để chụp hình, loại bỏ cần sử dụng bộ phim: máy Sony Mavica. Mặc dù Mavica lưu ảnh vào đĩa mềm, ảnh được hiển thị trên truyền hình và máy ảnh không hoàn toàn kỹ thuật số.
Chiếc máy ảnh số đầu tiên có khả năng ghi và lưu ảnh dưới dạng số hóa là Fujix DS-1P, do Fujifilm tạo ra vào năm 1988.
Năm 1991, Kodak ra mắt DCS 100, máy ảnh đơn kính phản xạ số hóa thương mại đầu tiên. Mặc dù giá cao đã ngăn cản việc sử dụng trong nhiều lĩnh vực ngoài nhiếp ảnh báo chí và nhiếp ảnh chuyên nghiệp, nhưng nhiếp ảnh số thương mại đã ra đời.
Nhiếp ảnh số sử dụng cảm biến hình ảnh điện tử để ghi lại hình ảnh dưới dạng dữ liệu điện tử thay vì thay đổi hóa học trên bộ phim. Sự khác biệt quan trọng giữa nhiếp ảnh số và nhiếp ảnh hóa học là nhiếp ảnh hóa học chống lại chỉnh sửa ảnh do nó sử dụng bộ phim và giấy nhiếp ảnh, trong khi hình ảnh số hóa cho phép xử lý hình ảnh một cách linh hoạt. Điều này tạo điều kiện cho việc chỉnh sửa hình ảnh một cách dễ dàng, khó khăn hơn trong nhiếp ảnh dựa trên bộ phim, và cho phép các tiềm năng và ứng dụng giao tiếp khác nhau.

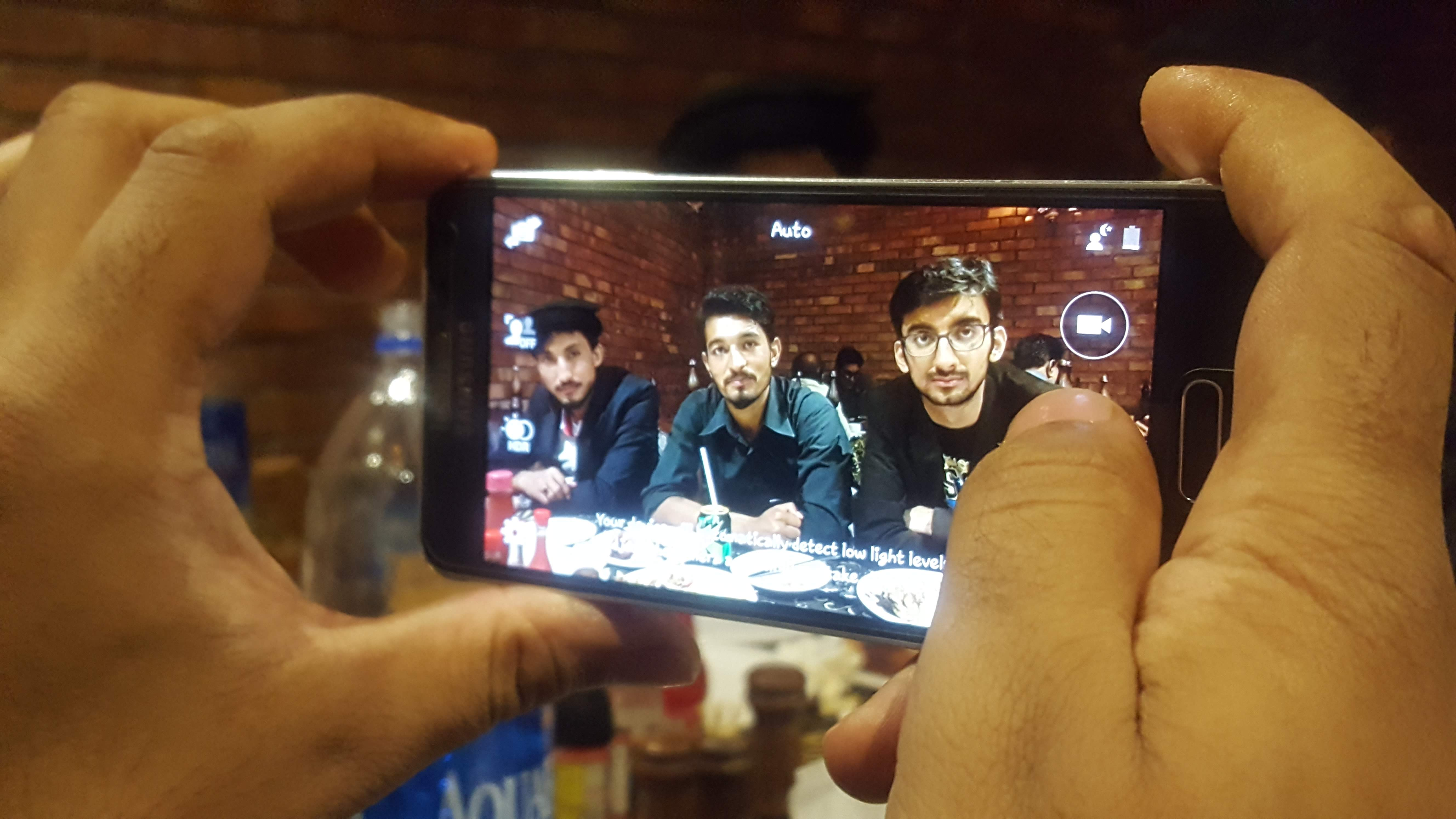
Nhiếp ảnh trên điện thoại thông minh

Nhiếp ảnh kỹ thuật số thống trị thế kỷ 21. Hơn 99% số hình ảnh chụp trên toàn thế giới là thông qua máy ảnh kỹ thuật số, ngày càng thông qua điện thoại thông minh.

## Loại hình

### Nghiệp dư
Nhiếp ảnh gia nghiệp dư chụp ảnh vì mục đích cá nhân, như một sở thích hoặc sự quan tâm cá nhân, chứ không phải vì mục tiêu kinh doanh hoặc nghề nghiệp. Chất lượng công việc của người nghiệp dư có thể sánh ngang với nhiều chuyên gia. Họ có thể điền vào khoảng trống về các đề tài mà không thể được chụp nếu chúng không có giá trị thương mại hoặc không bán được. Nhiếp ảnh nghiệp dư đã phát triển vào cuối thế kỷ 19 do sự phổ biến của máy ảnh cầm tay. Trong thế kỷ 21, mạng xã hội và điện thoại di động có máy ảnh đã làm cho việc chụp ảnh và quay video trở nên phổ biến hóa trong cuộc sống hàng ngày. Vào giữa thập kỷ 2010, các điện thoại thông minh đã thêm nhiều tính năng tự động như quản lý màu sắc, lấy nét tự động, phát hiện khuôn mặt và ổn định hình ảnh, giúp giảm đáng kể kỹ năng và công sức cần thiết để chụp ảnh chất lượng cao.

### Thương mại
Nhiếp ảnh thương mại có thể định nghĩa đơn giản là nhiếp ảnh gia được trả tiền cho các bức ảnh, thay vì cho các tác phẩm nghệ thuật. Loại nhiếp ảnh này bao gồm:
- Nhiếp ảnh quảng cáo: để minh họa và thường quảng cáo dịch vụ hoặc sản phẩm.
- Nhiếp ảnh kiến trúc: tập trung vào các công trình xây dựng và kiến trúc.
- Nhiếp ảnh sự kiện: chụp hình khách mời và các sự kiện xã hội.
- Nhiếp ảnh thời trang và quyến rũ: thường quảng cáo thời trang và sản phẩm, bao gồm nhiếp ảnh quyến rũ.
- Nhiếp ảnh sản phẩm 360 độ: hiển thị sản phẩm theo góc quay.
- Nhiếp ảnh buổi hòa nhạc: tập trung vào nghệ sĩ và không gian biểu diễn.
- Nhiếp ảnh hiện trường tội phạm: chụp hiện trường tội phạm.
- Nhiếp ảnh cảnh vật: tập trung vào các địa điểm.
- Nhiếp ảnh động vật hoang dã: thể hiện cuộc sống của động vật hoang dã.

### Nghệ thuật

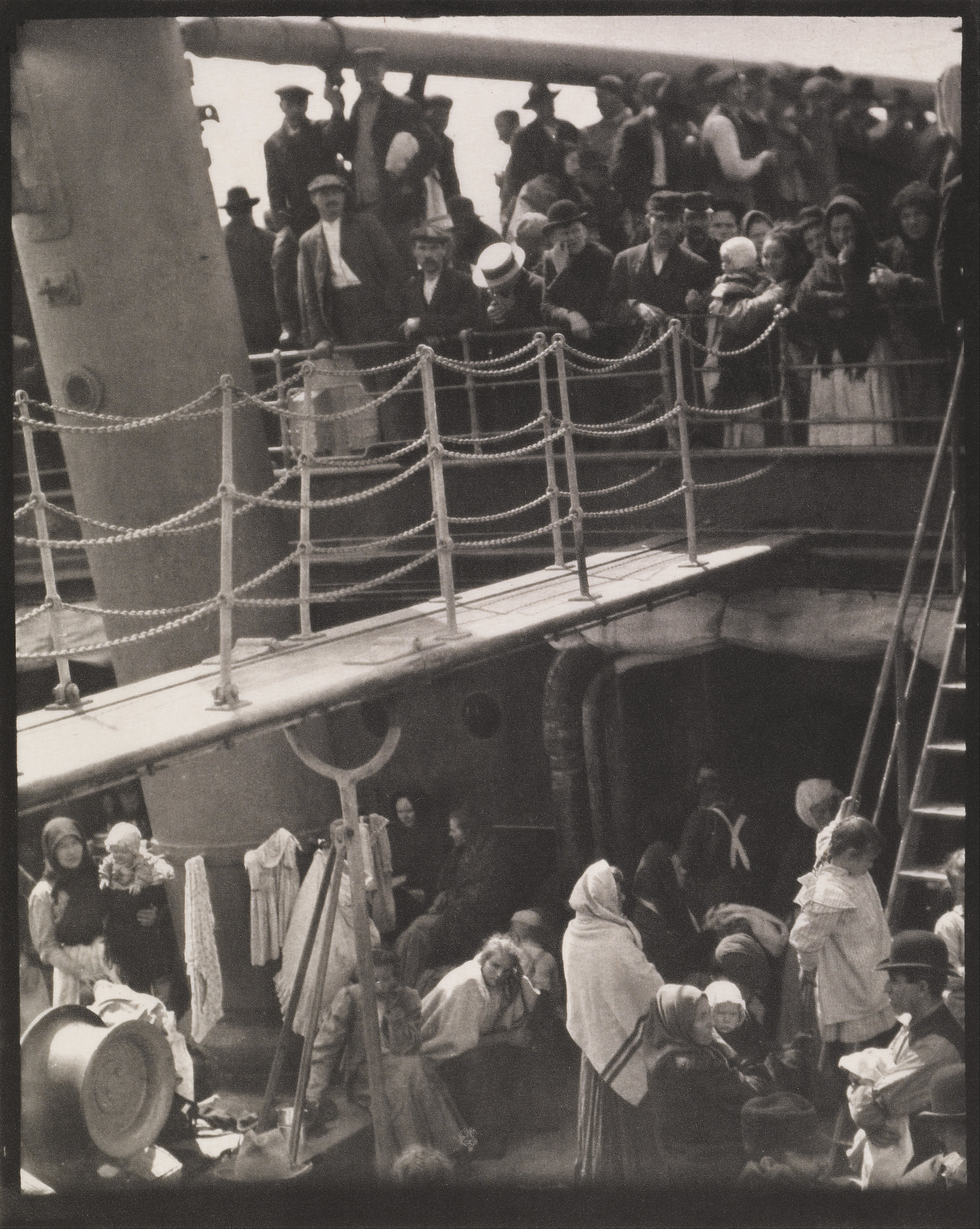
Ảnh cổ điển của Alfred Stieglitz, The Steerage (1907) thể hiện vẻ đẹp độc đáo của ảnh đen trắng.

Trong thế kỷ 20, cả nhiếp ảnh nghệ thuật và nhiếp ảnh tài liệu đã được thế giới nghệ thuật nói tiếng Anh và hệ thống galleries chấp nhận. Tại Hoa Kỳ, một số nhiếp ảnh gia như Alfred Stieglitz, Edward Steichen, John Szarkowski, F. Holland Day, và Edward Weston, đã dành cuộc đời họ để thúc đẩy nhiếp ảnh như một nghệ thuật đẹp.
Ban đầu, nhiếp ảnh nghệ thuật cố gắng bắt chước các phong cách hội họa, điều này được gọi là Pictorialism, thường sử dụng điểm nét mờ để tạo ra góc nhìn mơ màng, 'lãng mạn'. Để đáp ứng điều này, Weston, Ansel Adams, và những người khác đã thành lập Nhóm f/64 để ủng hộ 'nhiếp ảnh thẳng', coi nhiếp ảnh như một thứ (tập trung mạnh) trong chính nó, không phải là bản sao của thứ gì khác.
Thẩm mỹ của nhiếp ảnh vẫn luôn được thảo luận, đặc biệt trong các vòng nghệ thuật. Nhiều nghệ sĩ đã tranh luận rằng nhiếp ảnh chỉ là sự tái hiện cơ khí của một hình ảnh. Nếu nhiếp ảnh là nghệ thuật thực sự, thì nhiếp ảnh trong ngữ cảnh nghệ thuật cần được định nghĩa lại, xác định yếu tố nào trong bức ảnh làm cho nó trở nên đẹp với người xem. Cuộc tranh luận này đã bắt đầu từ những bức ảnh sớm nhất "được viết bằng ánh sáng"; Nicéphore Niépce, Louis Daguerre, và những người khác trong số những nhiếp ảnh gia sớm nhất đã được hoan nghênh, nhưng có người đặt câu hỏi liệu công việc của họ có đáp ứng định nghĩa và mục đích của nghệ thuật hay không.

Clive Bell trong bài luận về Nghệ thuật của ông cho biết chỉ có "hình thức đáng kể" mới có thể phân biệt nghệ thuật và những thứ không phải là nghệ thuật.
Phải có một phẩm chất duy nhất mà thiếu nó, một tác phẩm nghệ thuật không thể tồn tại; có điều gì đó làm cho tác phẩm đó đặc biệt. Đó là phẩm chất gì? Điều gì làm cho tất cả các đối tượng khiến chúng ta cảm thấy thẩm mỹ? Điều gì chung cho Sta. Sophia và cửa sổ ở Chartres, điêu khắc Mexico, bát Ba Tư, thảm Trung Quốc, bức tranh của Giotto tại Padua và các tác phẩm xuất sắc của Poussin, Piero della Francesca, và Cézanne? Chỉ có một câu trả lời có vẻ có thể – đó là hình thức đáng kể. Trong mỗi tác phẩm, các đường và màu sắc kết hợp theo một cách cụ thể, các hình dạng và mối quan hệ giữa chúng khiến cho chúng ta cảm thấy thẩm mỹ.

Vào ngày 7 tháng 2 năm 2007, Sotheby's London đã bán bức ảnh 99 Cent II Diptychon năm 2001 với giá chưa từng thấy là 3.346.456 đô la cho một người mua không tiết lộ danh tính, khiến nó trở thành bức ảnh đắt đỏ nhất vào thời điểm đó.
Nhiếp ảnh khái niệm biến một khái niệm hoặc ý tưởng thành một bức ảnh. Dù những gì được miêu tả trong các bức ảnh là các đối tượng thực, chủ đề của chúng là hoàn toàn trừu tượng.
Song song với sự phát triển này, sự tách biệt gần như hoàn toàn giữa hội họa và nhiếp ảnh đã bị tiến lại vào nửa cuối của thế kỷ 20 với chemigram của Pierre Cordier và chemogram của Josef H. Neumann. Năm 1974, các chemogram của Josef H. Neumann đã kết hợp hoàn toàn lớp nền mang tính hội họa và lớp nhiếp ảnh bằng cách hiển thị các yếu tố hình ảnh trong một mối quan hệ duy nhất chưa từng tồn tại trước đây, như một sản phẩm duy nhất không thể nhầm lẫn, trong một quan điểm vừa hội họa và vừa thực tế của nhiếp ảnh, sử dụng ống kính, trong một lớp nhiếp ảnh, kết hợp về màu sắc và hình dạng. Chemogram này của Neumann từ thập kỷ 70 của thế kỷ 20 khác biệt so với đầu của các chemigram không cần máy ảnh trước đây của Pierre Cordier và photogram của Man Ray hoặc László Moholy-Nagy trong những thập kỷ trước đó. Những tác phẩm nghệ thuật này xuất hiện gần đồng thời với sự phát minh của nhiếp ảnh bởi các nghệ sĩ quan trọng khác nhau đã đặc trưng như Hippolyte Bayard, Thomas Wedgwood, William Henry Fox Talbot ở các giai đoạn đầu của họ, và sau đó là Man Ray và László Moholy-Nagy trong những năm hai mươi và bởi họa sĩ vào những năm ba mươi Edmund Kesting và Christian Schad bằng cách đặt các đối tượng trực tiếp lên giấy nhiếp ảnh đã được làm mềm mại một cách phù hợp và sử dụng nguồn sáng mà không cần máy ảnh.

### Báo chí Ảnh

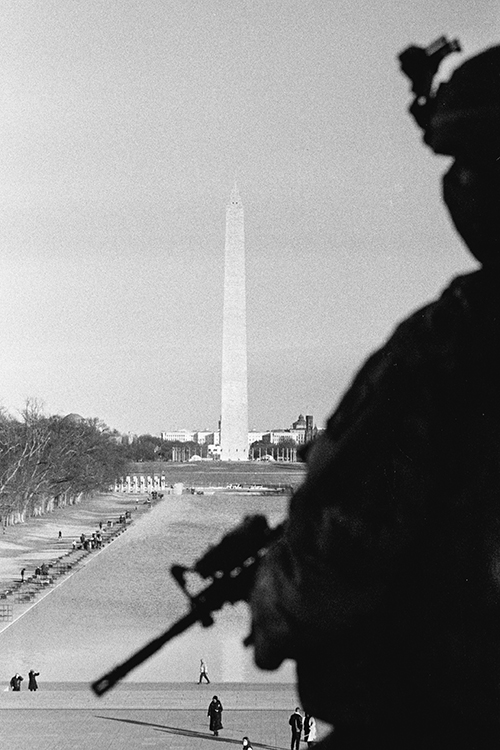
Quân nhân Quốc gia tại Washington D.C. năm 2021

Báo chí Ảnh là một dạng đặc biệt của nhiếp ảnh (việc thu thập, biên tập và trình bày tư liệu tin tức để xuất bản hoặc phát sóng) sử dụng hình ảnh để kể câu chuyện tin tức. Nó thường ám chỉ hình ảnh tĩnh, nhưng cũng có thể bao gồm video sử dụng trong báo chí truyền hình. Điểm đặc biệt của báo chí ảnh so với các dạng nhiếp ảnh gần gũi khác (ví dụ, nhiếp ảnh tư liệu, nhiếp ảnh tư liệu xã hội, nhiếp ảnh đường phố hoặc nhiếp ảnh người nổi tiếng) là tuân thủ một khuôn khổ đạo đức nghiêm ngặt yêu cầu công việc phải trung thực và không thiên vị khi kể câu chuyện bằng cách tuân thủ các nguyên tắc báo chí. Báo chí ảnh tạo ra hình ảnh góp phần vào phương tiện truyền thông tin tức và giúp cộng đồng kết nối với nhau. Các nhiếp ảnh gia báo chí ảnh phải thông tin và am hiểu về các sự kiện xảy ra ngay trước mắt họ. Họ trình bày tin tức dưới dạng sáng tạo không chỉ cung cấp thông tin mà còn mang tính giải trí, bao gồm cả nhiếp ảnh thể thao.

### Khoa học và Pháp y

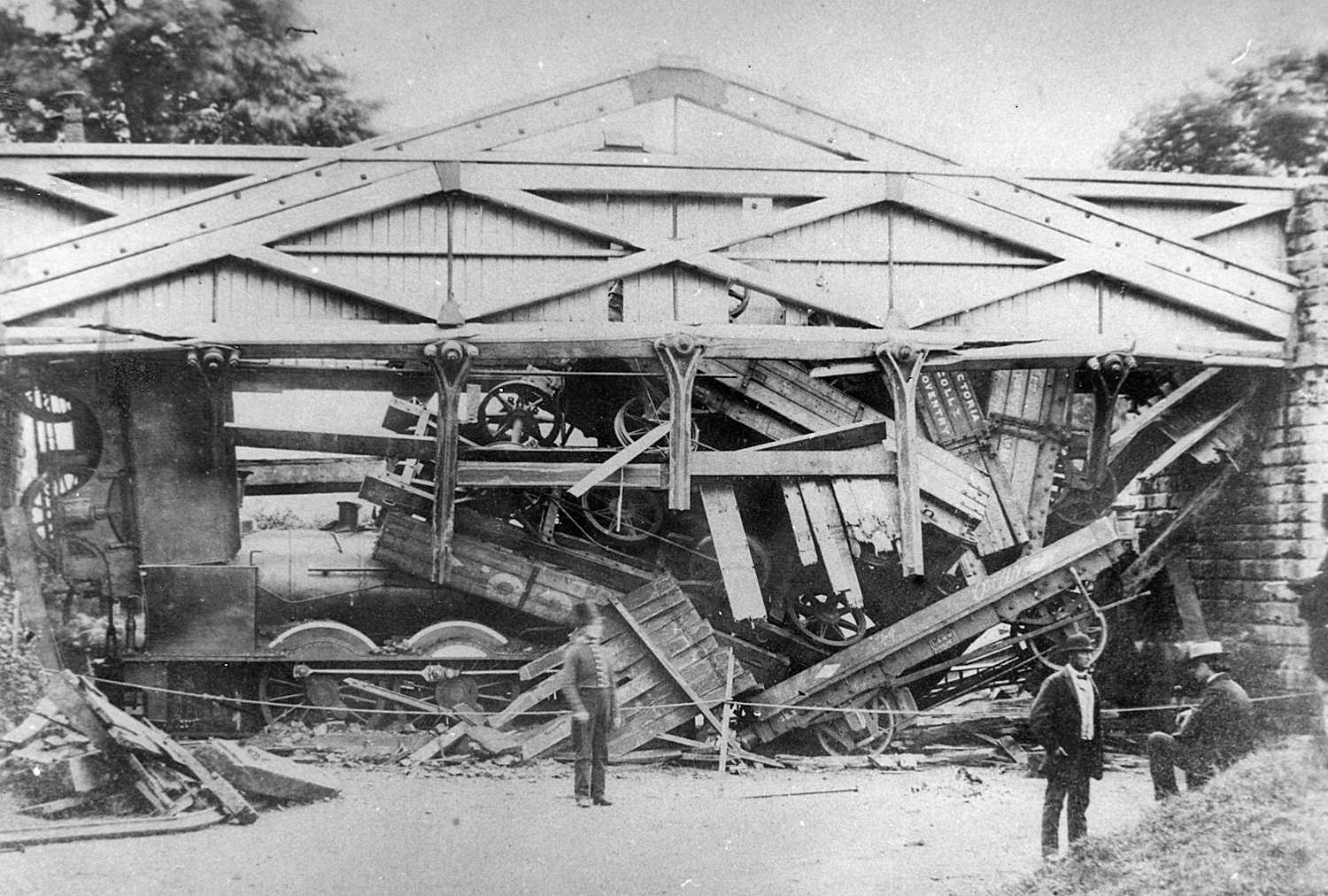
Sự sụp đổ của cây cầu Wootton vào năm 1861

Máy ảnh đã có lịch sử dài và danh tiếng trong việc ghi lại hiện tượng khoa học từ khi được sử dụng lần đầu bởi Daguerre và Fox-Talbot, chẳng hạn như các sự kiện thiên văn (như một ví dụ về Nhật thực), sinh vật nhỏ và cây cỏ khi máy ảnh được gắn vào ống kính của kính hiển vi (trong nhiếp ảnh kính hiển vi) và cho nhiếp ảnh phóng đại của các mẫu lớn hơn. Máy ảnh cũng đã chứng tỏ tính hữu ích trong việc ghi lại hiện trường tội phạm và hiện trường tai nạn, chẳng hạn như sự sụp đổ của cây cầu Wootton vào năm 1861. Phương pháp sử dụng để phân tích các bức ảnh để sử dụng trong các vụ án pháp lý được gọi chung là nhiếp ảnh pháp y. Thông thường, các hình ảnh hiện trường tội phạm thường được chụp từ ba góc độ: tổng quan, trung bình và cận cảnh.
Vào năm 1845, Francis Ronalds, Giám đốc danh dự của Kew Observatory, đã phát minh ra máy ảnh đầu tiên để ghi lại liên tục các tham số thiên văn học và địa từ học. Các máy ảnh khác nhau tạo ra các dấu vết ảnh nhiếp ảnh trong vòng 12 hoặc 24 giờ về biến đổi từng phút của áp suất không khí, nhiệt độ, độ ẩm, điện khí quyển và ba thành phần của lực từ địa cầu. Các máy ảnh này đã được cung cấp cho nhiều trạm quan sát trên toàn thế giới và một số máy vẫn được sử dụng cho đến đầu thế kỷ 20. Charles Brooke đã phát triển các công cụ tương tự cho Đài quan sát Greenwich một thời gian sau.
Khoa học thường sử dụng công nghệ hình ảnh dựa trên thiết kế của máy ảnh lỗ trống để tránh biến dạng có thể gây ra bởi ống kính. Máy X-quang có thiết kế tương tự với máy ảnh lỗ trống, đi kèm với bộ lọc chất lượng cao và tia laser. Nhiếp ảnh đã trở thành phổ biến trong việc ghi lại sự kiện và dữ liệu trong khoa học và kỹ thuật, cũng như tại các hiện trường tội phạm hoặc tai nạn. Phương pháp này đã được mở rộng nhiều bằng cách sử dụng bước sóng khác nhau, chẳng hạn như nhiếp ảnh hồng ngoại và nhiếp ảnh tử quang, cũng như phổ phân tích. Các phương pháp này đã được sử dụng lần đầu trong thời kỳ Victoria và đã được cải tiến rất nhiều kể từ đó.
Nguyên tử đầu tiên được chụp ảnh đã được phát hiện vào năm 2012 bởi các nhà vật lý tại Đại học Griffith, Úc. Họ đã sử dụng một trường điện để bắt giữ một "Iốt" của nguyên tố Ytterbium. Bức ảnh được ghi lại trên một cảm biến hình ảnh điện tử CCD.

### Nhiếp ảnh Động vật Hoang Dã
Nhiếp ảnh Động vật Hoang Dã là việc chụp hình các loài động vật khác nhau trong tự nhiên. Khác với các dạng nhiếp ảnh khác như nhiếp ảnh sản phẩm hoặc thực phẩm, nhiếp ảnh Động vật Hoang Dã yêu cầu nhiếp ảnh gia phải chọn đúng địa điểm và thời điểm khi các loài động vật cụ thể xuất hiện và hoạt động. Điều này thường đòi hỏi sự kiên nhẫn và kỹ năng lớn cùng với việc nắm vững trang thiết bị nhiếp ảnh thích hợp.

## Tác động xã hội và văn hóa
Có nhiều câu hỏi liên quan đến các khía cạnh khác nhau của nhiếp ảnh. Trong cuốn sách On Photography (1977) của Susan Sontag, bà phê phán tính khách quan của nhiếp ảnh. Đây là một chủ đề gây tranh cãi trong cộng đồng nhiếp ảnh. Sontag lý luận, "Chụp ảnh là biện pháp chiếm đoạt thứ được chụp ảnh. Đó là cách đặt bản thân vào một mối quan hệ cụ thể với thế giới mà cảm nhận giống như kiến thức và do đó có sức mạnh." Những người nhiếp ảnh gia quyết định chụp ảnh cái gì, loại bỏ những yếu tố nào và góc độ nào để tạo nên bức ảnh, và những yếu tố này có thể phản ánh một ngữ cảnh xã hội và lịch sử cụ thể. Theo đường hướng này, có thể đặt ra rằng nhiếp ảnh là một hình thức biểu đạt có tính chủ quan.

Nhiếp ảnh hiện đại đã đặt ra nhiều vấn đề về tác động của nó đối với xã hội. Trong bộ phim Rear Window (1954) của Alfred Hitchcock, máy ảnh được thể hiện là khuyến khích sự tò mò. 'Mặc dù máy ảnh là một trạm quan sát, việc chụp ảnh không đơn thuần là việc quan sát passif.'
Máy ảnh không gian hãm hiếp hay thậm chí chiếm hữu, tuy nhiên nó có thể giả định, xâm phạm, xâm nhập, biến tạo, lợi dụng và, ở mức tương phản xa nhất của phép ẩn dụ, ám sát – tất cả những hoạt động mà, khác với sự xô đẩy tình dục, có thể được thực hiện từ xa và với một số sự tách biệt.
Hình ảnh số hóa đã đặt ra những vấn đề đạo đức do sự dễ dàng của việc chỉnh sửa ảnh số trong quá trình xử lý sau chụp. Nhiều nhiếp ảnh gia báo chí đã tuyên bố họ sẽ không cắt ảnh hoặc bị cấm kết hợp các yếu tố từ nhiều bức ảnh để tạo thành "photomontage" và đưa chúng ra trình diện như là ảnh "thực sự". Công nghệ hiện nay đã làm cho chỉnh sửa hình ảnh tương đối đơn giản cho ngay cả nhiếp ảnh gia mới tập. Tuy nhiên, sự thay đổi gần đây trong việc xử lý trong máy ảnh cho phép việc theo dấu vân tay kỹ thuật số của các bức ảnh để phát hiện sự can thiệp về mục đích nhiếp ảnh phân trí.
Nhiếp ảnh là một trong các hình thức phương tiện truyền thông mới có khả năng thay đổi cách nhìn và cách cấu trúc của xã hội. Sự lo lắng tiếp theo đã xuất phát từ việc sử dụng máy ảnh liên quan đến sự mất cảm giác. Lo ngại rằng hình ảnh đáng sợ hoặc rõ ràng có sẵn cho trẻ em và xã hội nói chung đã được đề cập. Đặc biệt, hình ảnh về chiến tranh và phim khiêu dâm đang gây sự chú ý. Sontag lo lắng rằng "chụp ảnh là biện pháp biến người thành đối tượng có thể biểu tượng hóa". Cuộc thảo luận về việc mất cảm giác luôn đi đôi với cuộc tranh luận về hình ảnh bị kiểm duyệt. Sontag viết về mối quan tâm của bà rằng khả năng kiểm duyệt hình ảnh có nghĩa là người nhiếp ảnh có khả năng xây dựng hiện thực.
Một trong những thực hành qua đó nhiếp ảnh xây dựng xã hội là du lịch. Du lịch và nhiếp ảnh kết hợp để tạo ra "gaze du khách" trong đó người dân địa phương được đặt vị trí và định nghĩa bởi ống kính máy ảnh. Tuy nhiên, cũng có quan điểm rằng tồn tại một "gaze nghịch" thông qua đó người chụp ảnh bản địa có thể đặt vị trí người nhiếp ảnh du lịch như một người tiêu dùng hời hợt của hình ảnh.

## Luật
Chụp ảnh hiện đang được hạn chế và bảo vệ theo luật pháp tại nhiều khu vực khác nhau. Bảo vệ cho các bức ảnh thường được thực hiện thông qua việc cấp bản quyền hoặc quyền đạo đức cho người chụp ảnh. Ở Hoa Kỳ, chụp ảnh được bảo vệ như một quyền theo Tu chính án đầu tiên và ai cũng có quyền chụp ảnh bất cứ thứ gì thấy trong không gian công cộng miễn là nó ở tầm nhìn rõ ràng. Tại Vương quốc Anh, Luật Chống Khủng bố 2008 tăng cường quyền của cảnh sát để ngăn chặn người khỏi việc chụp ảnh ở nơi công cộng, bao gồm cả phóng viên báo chí. Tại Nam Phi, bất kỳ người nào cũng có thể chụp ảnh người khác trong không gian công cộng mà không cần sự cho phép của họ, với hạn chế duy nhất liên quan đến an ninh quốc gia. Luật pháp về chụp ảnh khác nhau tùy từng quốc gia.

## Tổng quan
- Photography. A Critical Introduction [Paperback], ed. by Liz Wells, 3rd edition, London [etc.]: Routledge, 2004, ISBN 0-415-30704-X

### Lịch sử
- A New History of Photography, ed. by Michel Frizot, Köln: Könemann, 1998
- Franz-Xaver Schlegel, Das Leben der toten Dinge – Studien zur modernen Sachfotografie in den USA 1914–1935, 2 Bände, Stuttgart/Germany: Art in Life 1999, ISBN 3-00-004407-8.

### Tác phẩm tham khảo
- Tom Ang (2002). Dictionary of Photography and Digital Imaging: The Essential Reference for the Modern Photographer. Watson-Guptill. ISBN 0-8174-3789-4.
- Hans-Michael Koetzle: Das Lexikon der Fotografen: 1900 bis heute, Munich: Knaur 2002, 512 p., ISBN 3-426-66479-8
- John Hannavy (ed.): Encyclopedia of Nineteenth-Century Photography, 1736 p., New York: Routledge 2005 ISBN 978-0-415-97235-2
- Lynne Warren (Hrsg.): Encyclopedia of Twentieth-Century Photography, 1719 p., New York, NY [et.]: Routledge, 2006
- The Oxford Companion to the Photograph, ed. by Robin Lenman, Oxford University Press 2005
- "The Focal Encyclopedia of Photography", Richard Zakia, Leslie Stroebel, Focal Press 1993, ISBN 0-240-51417-3

### Sách khác
- Photography and The Art of Seeing by Freeman Patterson, Key Porter Books 1989, ISBN 1-55013-099-4.
- The Art of Photography: An Approach to Personal Expression by Bruce Barnbaum, Rocky Nook 2010, ISBN 1-933952-68-7.
- Image Clarity: High Resolution Photography by John B. Williams, Focal Press 1990, ISBN 0-240-80033-8.